# Википедија на самогитијском дијалекту
Википедија на самогитијском дијалекту је верзија Википедије на самогитијском дијалекту литванског језика, слободне енциклопедије, која данас има преко 12 000 чланака и заузима на листи Википедија 82. место.